# Stazione di Vandoies
Stazione di Vandoies vasútállomás Olaszországban, Trentino-Alto Adige régióban, Vandoies településen.

## Vasútvonalak
Az állomást az alábbi vasútvonalak érintik:
- Puster-völgyi vasútvonal

## Kapcsolódó állomások
A vasútállomáshoz az alábbi állomások vannak a legközelebb: 
- Stazione di Rio di Pusteria
- Stazione di Casteldarne